# Vanderhorstia nobilis
Vanderhorstia nobilis és una espècie de peix d'aigua salada de la família dels gòbids i de l'ordre dels perciformes. Va ser descrit per Allen i Randall el 2007.
És un peix marí, de clima tropical i demersal que viu entre 5-25 m de fondària. Es troba a les Filipines i Indonèsia. És inofensiu per als humans.